# Puchar Azji w Piłce Nożnej 2011 (eliminacje)/Grupa D
W Grupie D finałowej rundy kwalifikacji Pucharu Azji 2011 biorą udział następujące zespoły:
- Wietnam
- Chiny
- Syria
- Liban

## Tabela
| Miejsce | Drużyna | Mecze | Punkty | Zwyc. | Rem. | Por. | Bramki |
| ------- | ------- | ----- | ------ | ----- | ---- | ---- | ------ |
| 1       | Chiny   | 6     | 13     | 4     | 1    | 1    | 13-5   |
| 2       | Syria   | 5     | 11     | 3     | 2    | 0    | 6-2    |
| 3       | Wietnam | 6     | 5      | 1     | 2    | 3    | 6-11   |
| 4       | Liban   | 5     | 1      | 0     | 1    | 4    | 2-9    |

## Wyniki
1. Kolejka
| 14 stycznia 2009 | Wietnam · Nguyễn 12' · Lê 30' · Nguyễn | 3:12:0 | Liban · 75' Akram Maghrabi | Stadion Narodowy Mỹ Đình, Hanoi Widzów: 13 000 Sędzia: Masaaki Iemoto |
|                  |                                        |        |                            |                                                                       |

| 14 stycznia 2009 | Syria · Al Sayed 8' (karny) · Al-Khatib 39' (karny) | 3:23:0 | Chiny · 51' Qu · 90+4' Liu Jian | Aleppo International Stadium, Aleppo Widzów: 7 000 Sędzia: Mohsen Torky |
|                  |                                                     |        |                                 |                                                                         |

2. Kolejka
| 28 stycznia 2009 | Liban | 0:20:1 | Syria · 37' Al-Hussain · 78' Al-Khatib | Saida International Stadium, Sydon Widzów: 300 Sędzia: Abdullah Balideh |
|                  |       |        |                                        |                                                                         |

| 28 stycznia 2009 | Chiny · Gao 2', 20', 84' · Du 27' · Jiang 37' · Hao 47' | 6:1 | Wietnam · 11' Nguyễn | Yellow Dragon Stadium, Hangzhou Widzów: 15 300 Sędzia: Kim Dong-jin |
|                  |                                                         |     |                      |                                                                     |

3. Kolejka
| 14 listopada 2009 | Liban | 0:20:1 | Chiny · Yu Hai 44' · Qu Bo 73' |  |
|                   |       |        |                                |  |

| 14 listopada 2009 | Wietnam | 0:10:0 | Syria · Rafe 90+4' |  |
|                   |         |        |                    |  |

4. Kolejka
| 18 listopada 2009 | Chiny · Du Wei 21' | 1:0 | Liban |  |
|                   |                    |     |       |  |

| 18 listopada 2009 | Syria | 0:0 | Wietnam |  |
|                   |       |     |         |  |

5. Kolejka
| 6 stycznia 2010 | Liban · El Ali 20' | 1:1 | Wietnam · Phạm Thành Lương 40' |  |
|                 |                    |     |                                |  |

| 6 stycznia 2010 | Chiny | 0:0 | Syria |  |
|                 |       |     |       |  |

6. Kolejka
| 17 stycznia 2010 | Wietnam · Lê Công Vinh 76' (karny) | 1:20:2 | Chiny · Yang Xu 35' · Zhang Linpeng 43' | Stadion Narodowy Mỹ Đình, Hanoi Widzów: 3000 Sędzia: Malik Abdul Bashir |
|                  |                                    |        |                                         |                                                                         |

| 3 marca 2010 | Syria | - | Liban |  |
|              |       |   |       |  |